# 제71회 로카르노 영화제
제71회 로카르노 영화제는 2018년 8월 1일에 열린 시상식이다.

## 수상 및 후보

### 국제경쟁 - 황금표범상
- 랜드 이매진 - 여 시우 후아 수상

### 국제경쟁 - 심사위원특별상
- M - 욜랑드 조베르만 수상

### 국제경쟁 - 감독상
- 투 레이트 투 다이 영 - 도밍가 소토마요르 카스틸로 수상

### 국제경쟁 - 여우주연상
- 앨리스 T. - 안드라 구티 수상

### 국제경쟁 - 남우주연상
- 강변 호텔 - 기주봉 수상

### 국제경쟁 - 특별언급
- 레이 & 리즈 - 리차드 빌링햄 수상

### 데뷔작 - 스와치 최우수작품상
- 올 굿 - 에바 트로비슈 수상

### 데뷔작 - 스와치 아트피스호텔상
- 애시드 포레스트 - 루가일 바즈드지우카이테 수상

### 데뷔작 - 특별언급
- 이레이즈드, 어센트 오브 더 인비저블 - 가산 할와니 수상

### 현재의 감독 경쟁 - 황금표범상
- 카오스 - 사라 파타히 수상

### 현재의 감독 경쟁 - 감독상
- 데드 호스 네불라 - 타릭 아르타스 수상

### 현재의 감독 경쟁 - 심사위원특별상
- 클로징 타임 - 니콜 푀겔 수상

### 현재의 감독 경쟁 - 특별언급
- 파우스트 - 안드레아 부스만 수상

### 엑설런스 어워드
- 에단 호크 수상

### 사인 오브 라이프 electronic-art.foundation 베스트상
- 해상성시 - 린 지 수상

### 사인 오브 라이프 Fondacion Casa Wabi – Mantarraya 상
- 더 글로리어스 엑셉턴스 오브 니콜라스 쇼빈 - 벤자민 크로티 수상

### 피아자 그란데
- 블랙클랜스맨 - 스파이크 리
- 블레이즈 - 에단 호크
- Coincoin and the Extra-Humans - 브루노 뒤몽
- 아이 필 굿 - 베누아 델핀 외 1명
- 인 더 컷 - 제인 캠피온
- 위드 더 윈드 - 베티나 오벌리
- 팀 스피릿 - 비안네 르바스크
- 리버티 - 레오 맥커리
- 브레스 오브 라이프 - 데이비드 룩스
- 움직이는 사랑: 게스트 - 두시오 치아리니
- 네온 불빛 속의 마닐라 - 리노 브로카
- 버즈 오브 패시지 - 치로 구에라 외 1명
- 루벤 브란트, 콜렉터 - 밀로라드 크르스틱
- 세븐 - 데이빗 핀처
- 서치 - 아니쉬 차간티
- 더 이퀄라이저 2 - 안톤 후쿠아
- 마이 비러브드 에너미 - 데니스 라바글리아
- 왓 더즌트 킬 어스 - 산드라 네텔벡

### 국제경쟁부문
- 가족여행 - 잉량
- 랜드 이매진 - 여 시우 후아
- 앨리스 T. - 라두 문틴
- 다이앤 - 켄트 존스
- 강변 호텔 - 홍상수
- 제네시스 - 필리프 르사주
- 글라우벤베르그 - 토머스 임바치
- 라 플로어 (파트 1) - 마리아노 지나스
- M - 욜랑드 조베르만
- 메노키오 - 알베르토 파줄로
- 레이 & 리즈 - 리차드 빌링햄
- 시벨(영어판) - 기욤 지오바네티 외 1명
- 투 레이트 투 다이 영 - 도밍가 소토마요르 카스틸로
- 저머니. 윈터스 테일 - 얀 보니
- 야라 - 압바스 파델

### 미래의 표범
- 3 이어스 레이터 - 마르코 아마랄
- 어 콜드 섬머 나이트 - 야쉬 사완트
- 캐슬 투 캐슬 - 엠마누엘 마르
- 더 라비린스 - 로라 후어타스 밀란
- (s)워즈 - 페데리코 디 코라토
- 퍽 유 - 아넷트 시도르
- 그르바비차 - 마넬 라가
- 하트 오브 헝거 - 베르나르도 자노타
- 하이 아이 니드 투 비 러브드 - 마니 엘렌 헤르츨러
- 아임 고잉 아웃 포 시가렛 - 오스만 세르폰
- 코카서스 - 라우리나스 바레이사
- 라 카토그래프 - 나단 더글라스
- 빅 브릿지 - 시몬 벨레즈
- 라스트 이어 웬 더 트레인 패스드 바이 - 팽-추안 황
- 루나-오르빗 랑데부 - 멜라니 샤르본느
- 아이 캔 베얼리 리멤버 더 데이 - 레온 루체프
- 마이 익스팬디드 뷰 - 코리 휴즈
- 아웃 - 알론 사하르
- 더 베드 오브 프로크루스테스 - 아드리안 임파라텔
- 리컨스트럭션 - 지리 하블리체크 외 1명
- 르네폽토시스 - 레니 잔
- 사라스 인티메이트 컨페션스 - 에밀리 블리치펠트
- 이레이저 - 다빗 피르츠할라바
- 더 데스 오브 파더 멘 - 미하일 막시모프
- 더 사일런스 오브 더 다잉 피쉬 - 바실리스 케카토
- 투르뇌 - 얄다 아프사
- 비올레타 + 길예르모 - 오스카 빈센텔리
- 워즈, 플래닛 - 라이다 레르순디
- 드림 스피킹 - 후이 첸
- 아비게일 - 막달레나 프로거
- 서킷 - 델리아 헤스
- 에바 - 제니 알루시
- 패이트 다이버스 - 레온 예르신
- 히어 - 로익 크레이덴
- 스톤 에이지 - 루 램버트 프레이스
- 인 러빙 메모리 오브 더 퓨처 - 로렌스 파브르
- 라 소스 - 야토니 로이 칸투
- 웨어 위 아 헤딩 - 젤라 하슬러
- 브리소녜 아일런즈 - 줄리엣 리카보니
- 도즈 후 디자이어 - 엘레나 로페즈 리에라
- 몬테 아미아타 - 토마소 도나티
- 셀피스 - 클라루디루스 겐티네타

### 사인 오브 라이프
- 어 룸 위드 어 코코넛 뷰 - 툴라프 샌자로앤
- 커뮤니언 로스앤젤레스 - 피터 보 라프먼드 외 1명
- 하우 페르난도 페소아 세이브드 포르투갈 - 유진 그린
- 둘시네아 - 루카 페리
- 굴야바니 - 구르칸 켈테크
- 해상성시 - 린 지
- 맨 인 더 웰 - 후 보
- 줄리오 이글레시아스 하우스 - 나탈리아 마린
- 더 글로리어스 엑셉턴스 오브 니콜라스 쇼빈 - 벤자민 크로티
- 세두상 다 카르네 - 줄리오 브레사네
- 애니씽 앤 올 - 디디고 페스타나
- 더 그랜드 비자르 - 조디 맥
- 이레이즈드, 어센트 오브 더 인비저블 - 가산 할와니
- 베슬레모이스 송 - 소피아 보다노위즈

### 현재의 감독 경쟁부문
- 올 굿 - 에바 트로비슈
- 도즈 후 워크 - 앙투안 루스바흐
- 카오스 - 사라 파타히
- 클로징 타임 - 니콜 푀겔
- 데드 호스 네불라 - 타릭 아르타스
- 이멀스드 패밀리 - 마리아 알체
- 파우스트 - 안드레아 부스만
- 더 다이브 - 요나 로젠키엘
- 서버번 버즈 - 치우 성
- 라이크미백 - 레오나르도 구에라 세라그놀리
- 영 앤 얼라이브 - 마티유 바레어
- 위 아 땡크풀 - 조슈아 마골
- 소피아 앙티폴리스 - 버질 버니어
- 히어 - 벨린트 켄예레스
- 롱 웨이 홈 - 앙드레 노바이스 올리베이라
- 트롯 - 사치오 바노

### 파노라마 스위스
- 블루 마이 마인드 - 리사 브루홀만
- 크리스 더 스위스 - 안자 코프멜
- 더 포스 에스테이트 - 디에터 파흐레
- 엘도라도 - 마르쿠스 임후프
- 포르투나 - 제르미날 로우스
- 창세기 2.0 - 크리스챤 프레이 외 1명
- 레이디스 - 스테파니 추앗 외 1명
- 마리오 - 마르셀 기슬레르
- 웨어 아 유, 주앙 질베르토? - 조르쥬 가쇼
- 필로소퍼스 스쿨 - 페르난도 멜가

### Open Doors
- 라일라 앳 더 브릿지 - 엘리사 실비아 미르자에이 외 1명
- 데몬스 인 파라다이스 - 주드 래트남
- 다카에서의 삶 - 압둘라 모함마드 사드
- 자비의 여신 - 디첸 로더
- 하얀 태양 - 디팍 라우니야르
- 만달레이로 가는 길 - 미디 지
- 헐. 힘. 디 아더 - 아소카 한다가마 외 2명
- 진다 바그 - 미뉴 가우르 외 1명
- 298-C - 니다 메붑
- 어 송 오브 사일런스 - 켈장 도르지
- 다디아 - 비부산 바스넷 외 1명
- 데스 오브 어 리더 - 마데 하산
- 다이아 - 함자 뱅가쉬
- 실버 뱅글스 - 로산 비크람 타쿠리
- 다크 레드 - 디아나 사케브
- 슈퍼몽크 - 세낭 기암조 타망
- 더 라스트 포스트 오피스 - 아엉 라킨
- 오픈 도어 - 잠양 잠쇼 왕척
- 트래디션 - 랑카 반다라나야크
- 법복 - 웨라 아웅
- 시즈널 레인 - 아웅 표이

### Retrospettiva
- 러브 어페어 - 레오 맥커리
- 벨 오브 더 나인티 - 레오 맥커리
- 식은 죽 먹기 - 레오 맥커리
- 나의 길을 가련다 - 레오 맥커리
- 굿 샘 - 레오 맥커리
- 인디스크릿 - 레오 맥커리
- 레츠 고 네이티브 - 레오 맥커리
- 러브 어페어 - 레오 맥커리
- 내일을 위한 길 - 레오 맥커리
- 마이 페이버릿 와이프 - 가슨 카닌
- 나의 아들 존 - 레오 맥커리
- 원스 어폰 어 허니문 - 레오 맥커리
- 파트 타임 와이프 - 레오 맥커리
- 랠리 '라운드 더 플래그, 보이즈! - 레오 맥커리
- 레드 갭의 러글스 - 레오 맥커리
- 사탄 네버 슬립스 - 레오 맥커리
- 식스 오브 어 카인드 - 레오 맥커리
- 이혼 소동 - 레오 맥커리
- 성 메리 성당의 종 - 레오 맥커리
- 카우보이와 숙녀 - H.C. 포터
- 더 키드 프럼 스페인 - 레오 맥커리
- 밀키 웨이 - 레오 맥커리
- 더 소포모어 - 레오 맥커리
- 와일드 컴퍼니 - 레오 맥커리
- 아웃사이드 더 로우 - 토드 브라우닝
- Meet the Governor - 레오 맥커리
- Tom and Jerry - 레오 맥커리
- 유 캔 체인지 더 월드 - 레오 맥커리
- 어 페어 오브 타이츠 - 할 예이츠
- 텐-미닛 에그 - 레오 맥커리
- 올 웨트 - 레오 맥커리
- 앙고라 러브 - 루이스 R. 포스터
- 어시스턴트 와이브스 - 제임스 패럿
- 베이컨 그래버스 - 루이스 R. 포스터
- 배드 보이 - 레오 맥커리

### Fuori Concorso
- Amur senza fin - 크리스토프 쇼브
- 이치 앤 에브리 모먼트 - 니콜라 필리베르
- 아일랜더 - 스테판 고엘
- 더 스파이 위딘 - 아나 슐츠 외 1명
- 마이 홈, 인 리비야 - 마르티나 멜릴리
- 나르시스터 오르간 플레이어 - 나르시스터
- 나우 앤 포레버 타임 투 리클레임 라이프 - 실바노 아고스티
- 애시드 포레스트 - 루가일 바즈드지우카이테
- 저스트 라이크 마이 선 - 코스탄자 콰트리글리오
- 더 센텐스 - 루디 발데즈
- 워킹 온 워터 - 안드레이 파우노프
- 디버전 - 마티유 메게몬트
- 프라이빗 아이 - 콘스탄스 메이어
- 토마틱 - 크리스토프 M. 사베르
- 이츠 낫 미! - 마리 루스탈로트

### Histoire(s) du cinema
- Coincoin et les Z'inhumains. E03-04 - 브루노 뒤몽
- 잔 다르크의 어린 시절 - 브루노 뒤몽
- 예수의 삶 - 브루노 뒤몽
- 휴머니티 - 브루노 뒤몽
- 보이후드 - 리처드 링클레이터
- 죽은 시인의 사회 - 피터 위어
- 퍼스트 리폼드 - 폴 슈레이더
- 피아니스트 세이모어의 뉴욕 소네트 - 에단 호크
- 아메리칸 스플렌더 - 샤리 스프링어 버먼 외 1명
- 해피니스 - 토드 솔론즈
- 맨체스터 바이 더 씨 - 케네스 로너건
- 아이스 스톰 - 이안
- 스파이더맨 - 샘 레이미
- 뉴 월드 - 테렌스 맬릭
- 월터의 상상은 현실이 된다 - 벤 스틸러
- 시애틀의 잠 못 이루는 밤 - 노라 에프론
- 굿모닝 바빌론 - 파올로 타비아니 외 1명
- 더 하바리스트 - 울프-엑카트 뷜러
- 파로스 오브 카오스 - 맨프리드 블랭크 외 1명
- 파이브 앤드 더 스킨 - 삐에르 루시엥
- 코끼리는 그 곳에 있다 - 후 보
- 프롬 새터데이 투 선데이 - 구스타프 마차티
- 쇼아 - 클로드 란즈만
- 콰트레 드앙트 엘르 - 클로드 챔피언 외 3명
- 세울스 - 프란시스 루저
- 롱 리브 데스 - 프란시스 루저
- 마이 홈 이즈 코파카바나 - 아른 석스도르프
- 더 슈퍼빕스 - 브루노 보제토
- 마지막 수업 - 니콜라 필리베르

### Semaine de la critique
- #피메일 플레져 - 바바라 밀러
- 데이즈 오브 매드니스 - 다미안 네나딕
- 이지 레슨 - 도로챠 주르보
- 타라스 풋페인팅 - 조르지나 바레이로
- 더 타임 오브 포레스트 - 프랑소와-자비에르 드루에
- 디 아폴로 오브 가자 - 니콜라스 와디모프
- 위민 위드 건파우더 이어링 - 레자 파라흐만드